# Joseph Cheng Tsai-fa
Joseph Cheng Tsai-fa (chinês 鄭再發, pinyin Zhèng Zàifā; Xiamen, província de Fujian, China, 4 de julho de 1932 - Tainan, 2 de setembro de 2022) foi arcebispo emérito de Taipei.
Joseph Cheng Tsai-fa foi ordenado sacerdote em 21 de dezembro de 1957.
O Papa João Paulo II o nomeou Bispo de Tainan em 3 de dezembro de 1990. Foi ordenado bispo pelo bispo emérito de Tainan, Paul Ch'eng Shih-kuang, em 2 de fevereiro do ano seguinte. Os co-consagradores foram Joseph Ti-kang, Arcebispo de Taipei, e Paul Shan Kuo-hsi SJ, Bispo de Kaohsiung.
Em 24 de janeiro de 2004, João Paulo II o nomeou Arcebispo de Taipei. Papa Bento XVI aceitou em 9 de novembro de 2007 sua renúncia por motivos de idade.